# Vesdun
Vesdun település Franciaországban, Cher megyében. Lakosainak száma 544 fő (2022. január 1.). Vesdun Saint-Désiré, Culan, Épineuil-le-Fleuriel, Loye-sur-Arnon, Saint-Christophe-le-Chaudry, Saint-Vitte és Saulzais-le-Potier községekkel határos.

## Népesség
A település népessége az elmúlt években az alábbi módon változott:
| Lakosok száma | 800  | 721  | 623  | 630  | 610  | 586  | 564  | 559  | 549  | 544  |
|               | 1968 | 1982 | 1999 | 2006 | 2011 | 2015 | 2017 | 2018 | 2020 | 2022 |